# 195 î.Hr.

## Nașteri
- dată necunoscută: Mitriade  (d. 132 î.Hr.)